# Leptochilus normalis
Leptochilus normalis là một loài dương xỉ trong họ Polypodiaceae. Loài này được Cop mô tả khoa học đầu tiên năm 1908.
Danh pháp khoa học của loài này chưa được làm sáng tỏ. 